# 김현석 (1966년)
김현석(한국 한자: 金賢錫, 1966년 9월 14일 ~ )은 대한민국의 전 축구 선수이며, 포지션은 미드필더였다.